# 하야마 층군
하야마 층군은 가나가와현 미우라반도의 중앙부에 띠 모양으로 분포하는 해성층이다. 2열의 지루를 형성하며 미우라반도 중앙부를 서북서에서 동남동 방향으로 횡단하여 분포한다. 하야마 층군은 제3기 중신세의 해성퇴적물로, 층상은 이암, 사암이암호층, 응회질사암과 응회암류로 이루어져있다. 상부의 미우라 층군과는 경사부정합을 이룬다. 하부에서부터 모리토층(경질이암), 아부즈리층(응회질사암~이암호층), 오야마층(응회질괴상사암), 키누가사층(이암, 초염기성암, 염기성암), 야베층(스코리아질사암~이암호층)으로 구분된다.

## 참고 문헌
- 地学団体研究会 編 『新版 地学事典』 平凡社 1996년 ISBN 4-582-11506-3